# Delia pilifemur
Delia pilifemur är en tvåvingeart som först beskrevs av Ringdahl 1933.  Delia pilifemur ingår i släktet Delia och familjen blomsterflugor. Inga underarter finns listade i Catalogue of Life.